# سارا ماكلين
سارا ماكلين (بالإنجليزية: Sarah MacLean)‏ (17 ديسمبر 1978، لينكولن في الولايات المتحدة)؛ كاتِبة مُتخصِّصة في أدب الأطفال وروائية أمريكية.